# Télavancine
La télavancine est un antibiotique.

## Mode d'action
La télavancine est un lipoglycopeptide semi-synthétique dérivé de la vancomycine . Le médicament agit en empêchant les bactéries de former une paroi cellulaire .

## Usage médical
La télavancine est un antibiotique utilisé pour traiter les infections de la peau et des structures cutanées  et la pneumonie nosocomiale. Elle est active contre certaines souches de Staphylococcus aureus résistant à la méticilline. Le médicament est administré par injection intraveineuse.

## Effets secondaires
Les effets secondaires de ce médicament comprennent des nausées, de la diarrhée, des maux de tête, des troubles du sommeil et une urine mousseuse. D'autres effets secondaires incluent des problèmes rénaux, le syndrome de l'homme rouge, un allongement de l'intervalle QT ou une infection à Clostridioides difficile . L'utilisation pendant la grossesse peut nuire au fœtus.

## Histoire
Le médicament a été approuvé pour un usage médical aux États-Unis en 2009. Bien qu'il ait été approuvé en Europe en 2011, cette approbation a ensuite été retirée. Aux États-Unis, le médicament coûte environ 570 dollars américains par jour en 2021.